# Rain Dances
Rain Dances è il quinto album del gruppo inglese Camel, gruppo della cosiddetta scuola di Canterbury, pubblicato nel settembre del 1977 dalla Decca Records.

## Descrizione
Dopo l'abbandono del bassista Doug Ferguson da questo disco entra a far parte del gruppo Richard Sinclair a cui si aggiunge anche Mel Collins reduce dall'esperienza nei King Crimson.

## Tracce
Lato A
1. First Light – 5:00 (Andrew Latimer, Peter Bardens)
2. Metrognome – 4:19 (Andrew Latimer, Peter Bardens)
3. Tell Me – 4:07 (Andrew Latimer, Peter Bardens)
4. Highways of the Sun – 4:30 (Andrew Latimer, Peter Bardens)

Lato B
1. Unevensong – 5:35 (Andrew Latimer, Peter Bardens, Andy Ward)
2. One of These Days I'll Get an Early Night – 5:54 (Andrew Latimer, Peter Bardens, Andy Ward, Richard Sinclair, Collins)
3. Elke – 4:29 (Andrew Latimer)
4. Skylines – 4:28 (Andrew Latimer, Peter Bardens, Andy Ward)
5. Rain Dances – 3:01 (Andrew Latimer, Peter Bardens)

Edizione CD del 2009, pubblicato dalla Decca Records (531 4610)
1. First Light – 4:59
2. Metrognome – 4:19
3. Tell Me – 4:07
4. Highways to the Sun – 4:30
5. Unevensong – 5:35
6. One of These Days I'll Get an Early Night – 5:54
7. Elke – 4:28
8. Skylines – 4:26
9. Rain Dances – 2:58
10. Highways to the Sun – 4:00 – Bonus Track - Single Version
11. First Light – 5:01 – Bonus Track - BBC Sight and Sound in Concert 1977
12. Metrognome – 4:55 – Bonus Track - BBC Sight and Sound in Concert 1977
13. Unevensong – 5:47 – Bonus Track - BBC Sight and Sound in Concert 1977
14. Skylines – 5:36 – Bonus Track - BBC Sight and Sound in Concert 1977
15. Highways to the Sun – 4:59 – Bonus Track - BBC Sight and Sound in Concert 1977
16. One of These Days I'll Get an Early Night – 4:12 – Bonus Track - BBC Sight and Sound in Concert 1977

## Formazione
- Andrew Latimer - chitarra a sei corde, chitarra a dodici corde, pan pipes, basso (fretless), accompagnamento vocale, flauto, chitarra acustica, voce
- Andrew Latimer - sintetizzatore (string), chitarra fuzz (brano: Elke)
- Andrew Latimer - chitarra ritmica, chitarra feedback, chitarra basso, sore fingers (brano: Skylines)
- Andrew Latimer - chitarra pizzicato, pianoforte treated (brano: Rain Dances)
- Peter Bardens - sintetizzatore mini-moog, sintetizzatore strings, pianoforte elettrico, pianoforte acustico, clavinet, organo, talking drum, car horns, smurd
- Richard Sinclair - basso
- Richard Sinclair - voce solista, armonie vocali (brano: Tell Me)
- Richard Sinclair - prima voce, wicket keeper (brano: Unevensong)
- Andy Ward - batteria, money, percussioni, nocarina, teeth, finger cymbals, rototoms, glockenspiel, liquid boo barns, cheek, turkish ring, swanee whistle
- Andy Ward - tunisian clay drums (brano: Skylines)

Ospiti
- Mel Collins - sassofono alto, sassofono tenore, clarinetto, clarinetto basso, flauti
- Mel Collins - sassofono soprano (brano: Rain Dances)
- Martin Drover - tromba (brano: One of These Days I'll Get an Early Night)
- Martin Drover - flicorno (brano: Skylines)
- Malcolm Griffiths - trombone (brani: One of These Days I'll Get an Early Night e Skylines)
- Brian Eno - sintetizzatore-moog, pianoforte elettrico, pianoforte acustico, random notes, campane (brano: Elke)
- Fiona Hibbert - arpa (brano: Elke)
- Andy, Richard e Mel - umbrellas (brano: Rain Dances)[1]